# Friends (Justin Bieber e BloodPop)
Friends è un singolo del cantante canadese Justin Bieber e del musicista statunitense BloodPop, pubblicato il 17 agosto 2017 dalle etichette discografiche GENPOP Corporation, RBMG Records, School Boy Records, Def Jam Recordings e Republic Records.

## Formazione
- Justin Bieber – voce
- BloodPop – produzione, tastiera, voce, basso, sintetizzatore

### Produzione
- Josh Gudwin – ingegneria del suono
- Michael Freeman – ingegneria del suono
- Spike Stent – ingegneria del suono

## Classifiche

### Classifiche settimanali
| Classifica (2017) | Posizione massima |
| ----------------- | ----------------- |
| Australia         | 2                 |
| Austria           | 2                 |
| Belgio (Fiandre)  | 15                |
| Belgio (Vallonia) | 27                |
| Canada            | 4                 |
| Croazia           | 16                |
| Danimarca         | 1                 |
| Finlandia         | 2                 |
| Francia           | 36                |
| Germania          | 4                 |
| Irlanda           | 4                 |
| Italia            | 10                |
| Libano            | 1                 |
| Lussemburgo       | 2                 |
| Norvegia          | 1                 |
| Nuova Zelanda     | 2                 |
| Paesi Bassi       | 5                 |
| Polonia           | 43                |
| Portogallo        | 6                 |
| Regno Unito       | 2                 |
| Repubblica Ceca   | 3                 |
| Slovacchia        | 1                 |
| Spagna            | 34                |
| Stati Uniti       | 20                |
| Svezia            | 2                 |
| Svizzera          | 3                 |
| Ungheria          | 3                 |

### Classifiche di fine anno
| Classifica (2017) | Posizione |
| ----------------- | --------- |
| Brasile           | 197       |